# Домазо
Домазо (итал. Domaso) је насеље у Италији у округу Комо, региону Ломбардија.
Према процени из 2011. у насељу је живело 1383 становника. Насеље се налази на надморској висини од 204 м.

## Становништво
| 1936. | 1951. | 1961. | 1971. | 1981. | 1991. | 2001. | 2011. |
| ----- | ----- | ----- | ----- | ----- | ----- | ----- | ----- |
| 1.154 | 1.276 | 1.241 | 1.342 | 1.434 | 1.454 | 1.438 | 1.455 |